# 삼동로 (창원시)
삼동로(Sarim-ro)는 경상남도 창원시 성산구 웅남동 창곡삼거리에서 성산구 중앙동 삼동교차로 를 잇는 도로다.

## 주요 경유지
경상남도
- 창원시 성산구 (웅남동 . 중앙동)

## 노선
| 이름          | 접속 노선 | 소재지 | 소재지 | 비고 |
| ------------- | --------- | ------ | ------ | ---- |
| 창곡삼거리    | 공단로    | 성산구 | 웅남동 |      |
| 삼동교사거리  | 웅남로    | 성산구 | 웅남동 |      |
| 삼동교        |           | 성산구 | 웅남동 |      |
|               | 중앙동    | 성산구 |        |      |
| 삼동 교차로   | 창원대로  | 성산구 |        |      |
| 충혼로와 직결 |           |        |        |      |

## 주요 건물및 시설
- SK에너지 공단주유소 (삼동로 130/내동 452-1)